# Pêssego Melba

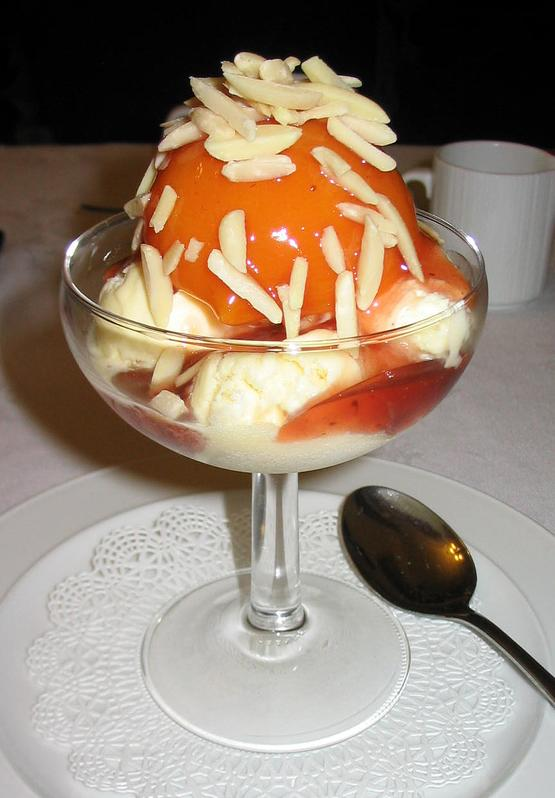
Uma taça de Pêssego Melba

Pêssegos Melba (em francês:  pêche Melba, pronunciado[pɛʃ mɛl.ba]) é uma sobremesa de pêssegos e calda de framboesa com sorvete de baunilha. Foi inventada em 1892 ou 1893 pelo chef francês Auguste Escoffier no Hotel Savoy, em Londres, para homenagear a soprano australiana Nellie Melba.  

## História
Em 1892, a soprano operística Nellie Melba estava se apresentando na ópera Lohengrin de Wagner em Covent Garden. O duque de Orléans deu um jantar no Savoy para comemorar seu triunfo. Para a ocasião, Escoffier presenteou Nellie com uma sobremesa de pêssegos frescos servidos com sorvete de baunilha em um prato de prata no topo de uma escultura de gelo de um cisne, que é apresentada na ópera. Ele originalmente chamou o prato de Pêche au cygne, ou “pêssego com cisne”. 
Alguns anos depois, Escoffier criou uma nova versão da sobremesa: quando Escoffier e César Ritz abriram o Ritz Carlton em Londres (depois que ambos foram demitidos do Savoy por furto, peculato e fraude),  Escoffier mudou ligeiramente a receita, acrescentando uma cobertura de purê de framboesa adoçado e rebatizou o prato de Pêche Melba. 

## Variações
Outras versões substituem peras, damascos ou morangos em vez de pêssegos ou usam molho de framboesa ou geléia de groselha derretida em vez de purê de framboesa.  A sobremesa original usava ingredientes simples de "pêssegos macios e muito maduros, sorvete de baunilha e um purê de framboesa açucarada". O próprio Escoffier é citado como tendo dito: "Qualquer variação desta receita arruina o delicado equilíbrio de seu sabor".  